# کانتون پدرو کاربو
کانتون پدرو کاربو (به اسپانیایی: Pedro Carbo) یک منطقهٔ مسکونی در اکوادور است که در استان گوایاس واقع شده‌است.

## خصوصیات
کانتون پدرو کاربو ۹۴۲ کیلومترمربع مساحت و ۳۶٬۷۱۱ نفر جمعیت دارد.